# Jean-Roch-Charles-Numa Baudouin
Jean-Roch-Charles-Numa Baudouin, francoski general, * 1872, † 1947.